# Illustration

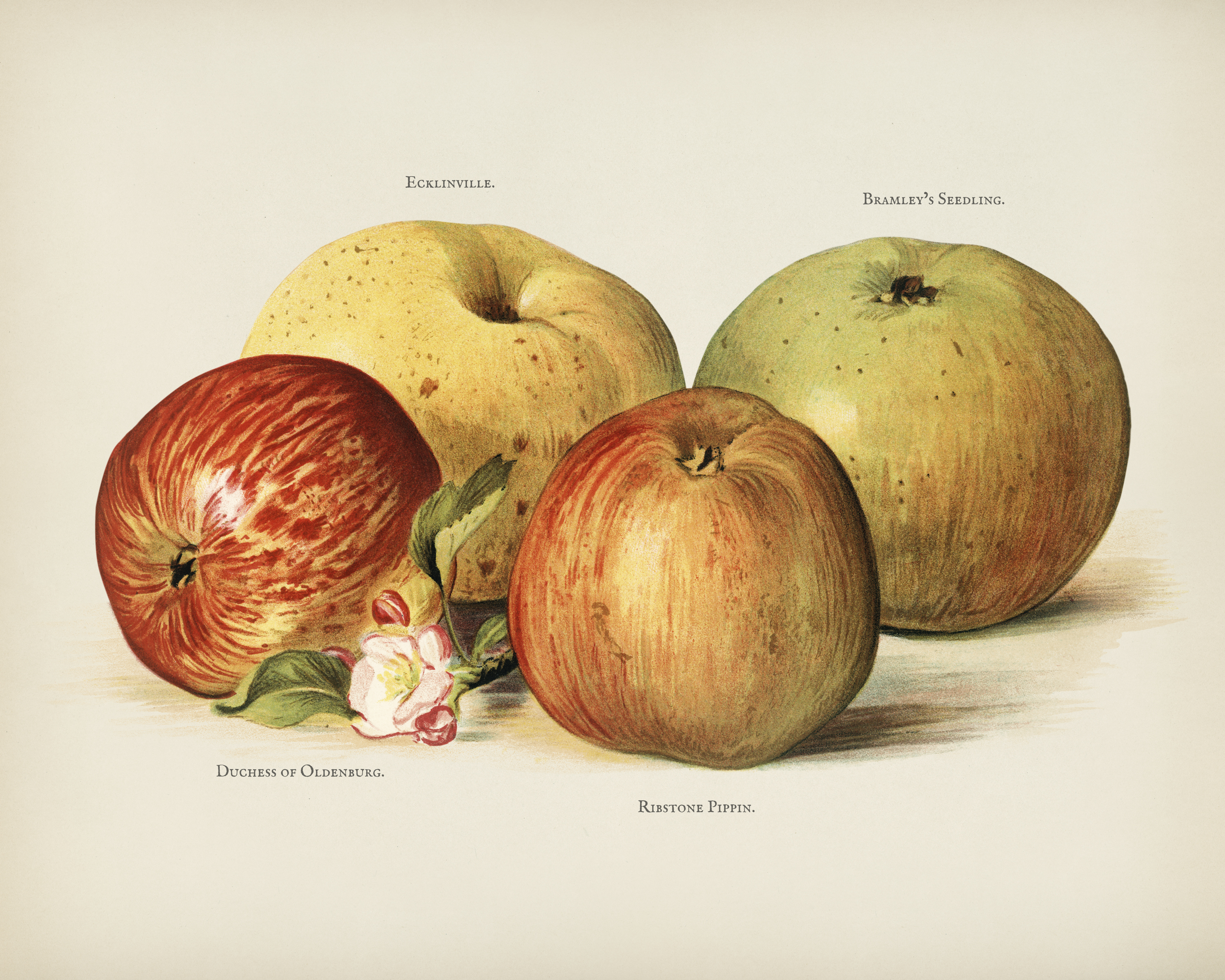
En illustration av några olika sorters äpple

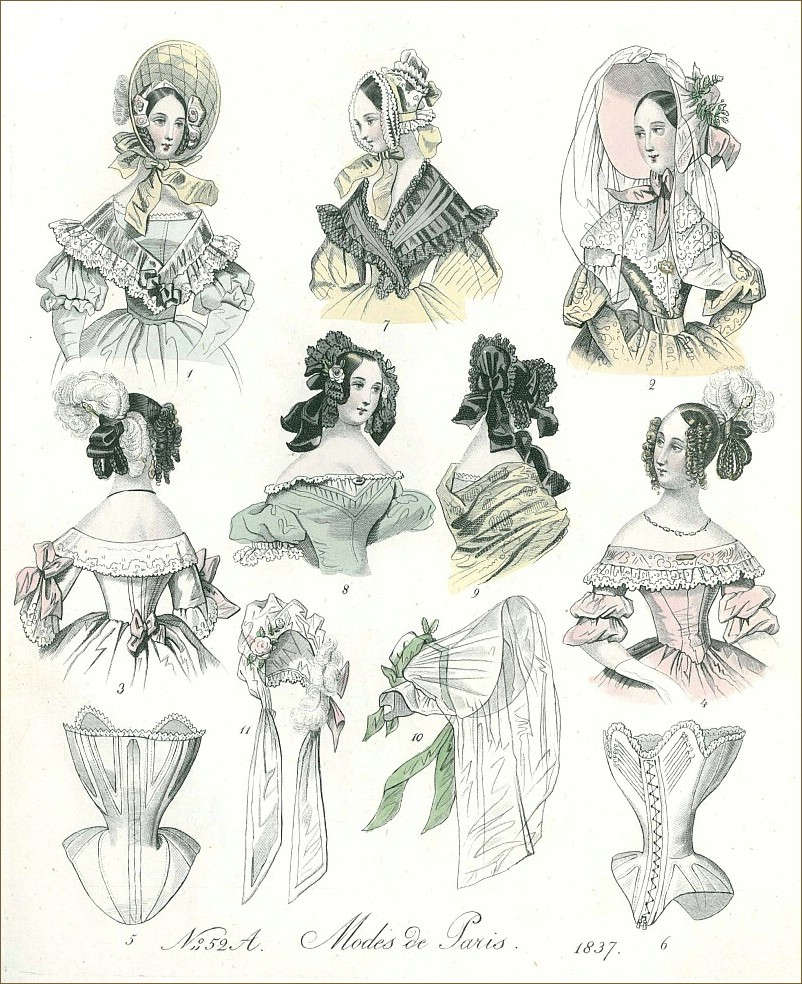
Parismodet 1837

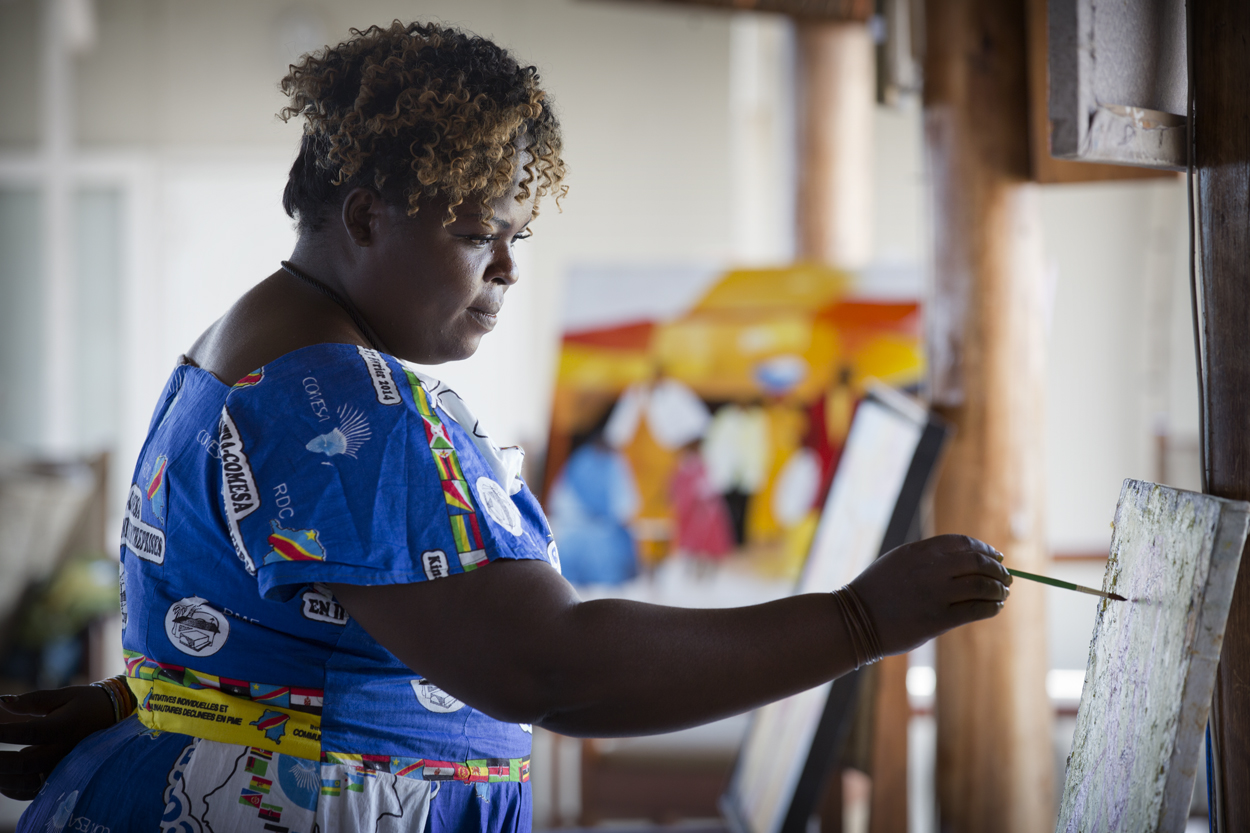
Måleri vid en konstutställning i Goma 8 mars 2014

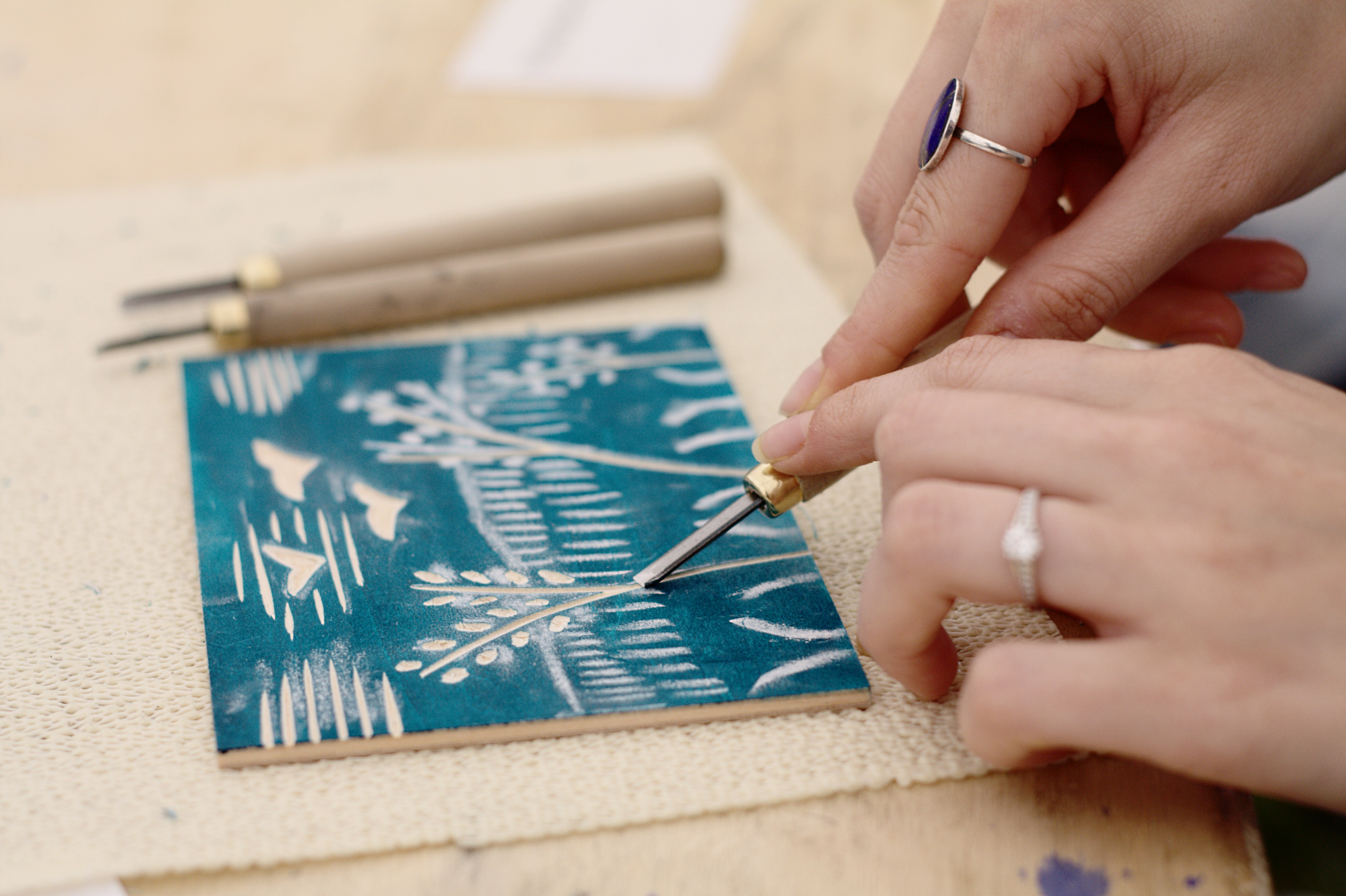
Ett träsnitt skapas.

En illustration är en visualisering i form av en ritning, skiss, målning, fotografi eller annat verk som belyser eller dikterar information med hjälp av en grafisk representation. En vanlig variant är bokillustrationen, vilken är en konstnärlig bild i en bok eller annan publikation med uppgiften att illustrera en text.

## Etymologi
Ordet illustration kommer från (lat. illustratio, av illustro upplysa, bestråla).

## Utifrån teknik
- Akvarell
- Airbrush
- Blyerts
- Datorgenererad
- Gouache
- Fotografi
- Collage
- Potatistryck
- Linoleumsnitt
- Oljemåleri
- Kol
- Kritor
- Tusch
- Fotopolymer
- Etsning
- Träsnitt
- Sprejfärg